# Ngừng thở khi ngủ
Ngừng thở khi ngủ, là một hiện tượng rối loạn giấc ngủ đặc trưng bởi việc ngừng thở hoặc quá trình giảm hô hấp trong giấc ngủ. Mỗi lần tạm dừng có thể kéo dài vài giây đến vài phút và có thể xảy ra rất nhiều lần một đêm. Trong hình thức phổ biến nhất, hiện tượng này theo sau những tiếng ngáy to. Có thể có tiếng nghẹn hoặc tiếng thở phì phò sau khi sự hít thở được phục hồi. Vì giấc ngủ bình thường bị cản trở, những người chịu ảnh hưởng thường bị buồn ngủ và mệt mỏi vào ban ngày. Ở trẻ em, nó có thể gây ra các vấn đề ở trường học hoặc tăng động.
Có ba hình thức ngừng thở khi ngủ: do tắc nghẽn (OSA), do nguyên nhân trung ương (CSA), và sự kết hợp của cả hai gọi là hỗn hợp. OSA là dạng phổ biến nhất. Yếu tố dẫn đến nguy cơ OSA bao gồm quá cân, di truyền, dị ứng, và amiđan mở rộng. Trong OSA, hô hấp bị gián đoạn bởi một sự tắc nghẽn đường hô hấp, trong khi với CSA hô hấp ngừng lại do thiếu nỗ lực thở. Người bị ngừng thở khi ngủ có thể không biết mình bị chứng này. Nó thường được quan sát lần đầu bởi một thành viên trong gia đình. Ngừng thở khi ngủ thường được chẩn đoán bằng cách nghiên cứu giấc ngủ. Để bị chẩn đoán là ngừng thở khi ngủ, phải có hơn năm lần hiện tượng này xảy ra trong một giờ.
Trong chứng ngưng thở khi ngủ trung ương (CSA), các cơ quan thần kinh cơ bản điều khiển nhịp thở bị trục trặc và không đưa ra tín hiệu để hít vào, khiến người bệnh bỏ lỡ một hoặc nhiều chu kỳ thở. Nếu thời gian tạm dừng thở đủ lâu, phần trăm oxy trong tuần hoàn sẽ giảm xuống mức thấp hơn bình thường (hạ oxy máu) và nồng độ carbon dioxide sẽ tăng lên mức cao hơn bình thường (tăng CO2 máu). Đổi lại, các tình trạng thiếu oxy và tăng CO2 sẽ gây ra các tác động bổ sung lên cơ thể. Tế bào não cần oxy liên tục để sống, và nếu mức oxy trong máu xuống thấp trong thời gian đủ dài, hậu quả của tổn thương não và thậm chí tử vong sẽ xảy ra. Tuy nhiên, chứng ngưng thở khi ngủ trung ương thường là một tình trạng mãn tính gây ra những tác động nhẹ hơn nhiều so với đột tử. Ảnh hưởng chính xác của tình trạng này sẽ phụ thuộc vào mức độ nghiêm trọng của chứng ngưng thở và đặc điểm cá nhân của người bị ngưng thở.
Cách điều trị có thể bao gồm thay đổi lối sống, ống miệng, thiết bị hô hấp, và phẫu thuật. Thay đổi lối sống có thể bao gồm tránh uống rượu, giảm cân, ngừng hút thuốc lá, và ngủ nghiêng. Thiết bị thở bao gồm việc sử dụng máy áp lực dương liên tục. (CPAP) Với việc sử dụng đúng cách, CPAP sẽ cải thiện kết quả. Bằng chứng cho thấy CPAP có thể cải thiện độ nhạy cảm với insulin, huyết áp và buồn ngủ. Tuy nhiên, tuân thủ lâu dài là một vấn đề với hơn một nửa số người không sử dụng thiết bị một cách thích hợp. Trong năm 2017, chỉ có 15% bệnh nhân tiềm năng ở các nước phát triển sử dụng máy CPAP, trong khi ở các nước đang phát triển chỉ có dưới 1% bệnh nhân tiềm năng sử dụng máy CPAP.  Nếu không được điều trị, chứng ngưng thở khi ngủ có thể làm tăng nguy cơ đau tim, đột quỵ, tiểu đường, suy tim, nhịp tim không đều, béo phì và tai nạn giao thông.
Bệnh Alzheimer và chứng ngưng thở khi ngủ do tắc nghẽn nghiêm trọng có mối liên hệ với nhau vì có sự gia tăng protein beta-amyloid cũng như tổn thương chất trắng. Đây là những dấu hiệu chính của bệnh Alzheimer, trong trường hợp này là do thiếu nghỉ ngơi hợp lý hoặc ngủ kém hiệu quả dẫn đến thoái hóa thần kinh. Ngưng thở khi ngủ giữa đời mang đến khả năng cao mắc bệnh Alzheimer khi về già, và nếu một người mắc bệnh Alzheimer thì người ta cũng có nhiều khả năng bị ngưng thở khi ngủ. Điều này được chứng minh qua các trường hợp ngưng thở khi ngủ thậm chí bị chẩn đoán nhầm là sa sút trí tuệ.  Với việc sử dụng điều trị thông qua CPAP, có một yếu tố nguy cơ có thể đảo ngược đối với các protein amyloid. Điều này thường phục hồi cấu trúc não và suy giảm nhận thức.
OSA là một chứng rối loạn giấc ngủ phổ biến ảnh hưởng đến 936 triệu - 1 tỷ người trên toàn cầu, tức cứ 10 người thì có 1 người và lên đến 30% người cao tuổi. Chứng ngưng thở khi ngủ thường phổ biến hơn ở nam giới so với nữ giới, tỷ lệ mắc ở nam giới so với nữ giới là 2: 1 và nói chung, nhiều người có nguy cơ mắc chứng này khi lớn tuổi và béo phì.

## Dấu hiệu và triệu chứng
Những người bị chứng ngưng thở khi ngủ gặp vấn đề với chứng buồn ngủ quá mức vào ban ngày (EDS) và suy giảm khả năng tỉnh táo. OSA có thể làm tăng nguy cơ tai nạn lái xe và tai nạn liên quan đến công việc. Nếu OSA không được điều trị, mọi người có nhiều nguy cơ mắc các vấn đề sức khỏe khác, chẳng hạn như bệnh tiểu đường.
Do sự gián đoạn trong trạng thái nhận thức ban ngày, các tác động hành vi có thể xuất hiện. Chúng có thể bao gồm sự ủ rũ, hiếu chiến, cũng như giảm sự chú ý và năng lượng. Những tác động này có thể trở nên khó chữa, dẫn đến trầm cảm.
Có bằng chứng cho thấy nguy cơ mắc bệnh tiểu đường ở những người mắc chứng ngưng thở khi ngủ vừa hoặc nặng là cao hơn. Cuối cùng, vì có nhiều yếu tố có thể dẫn đến một số tác động đã được liệt kê trước đó, một số người không biết rằng họ bị ngưng thở khi ngủ và bị chẩn đoán sai hoặc bỏ qua hoàn toàn các triệu chứng.

## Yếu tố rủi ro
Chứng ngưng thở khi ngủ có thể ảnh hưởng đến mọi người bất kể giới tính, chủng tộc hoặc tuổi tác. Tuy nhiên, các yếu tố rủi ro bao gồm:
- là nam
- béo phì
- trên 40 tuổi
- chu vi cổ lớn (lớn hơn 16–17 inch)
- amidan hoặc lưỡi phì đại
- hàm trên hẹp
- nghẹt mũi
- dị ứng
- cằm lẹm
- trào ngược dạ dày thực quản
- tiền sử gia đình bị ngưng thở khi ngủ

Rượu, thuốc an thần và thuốc an thần cũng có thể thúc đẩy chứng ngưng thở khi ngủ bằng cách thư giãn các cơ cổ họng. Những người hút thuốc lá bị ngưng thở khi ngủ cao gấp ba lần những người chưa bao giờ hút thuốc.
Ngưng thở khi ngủ trung ương thường liên quan đến bất kỳ yếu tố nguy cơ nào sau đây:
- là nam
- trên 65 tuổi
- bị rối loạn tim như rung nhĩ hoặc dị tật vách liên nhĩ như thông liên nhĩ
- đột quỵ

## Tiên lượng
Một nghiên cứu năm 2012 chỉ ra rằng giảm oxy huyết (cung cấp không đủ oxy) và đặc trưng cho ngừng thở khi ngủ thúc đẩy hình thành mạch mà sẽ tăng sự phát triển của mạch và khối u, kết quả làm tăng 4,8 lần nguy cơ tử vong do ung thư.